# Franz Wickhoff (Kunsthistoriker)

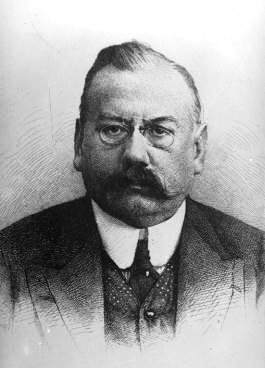
Franz Wickhoff

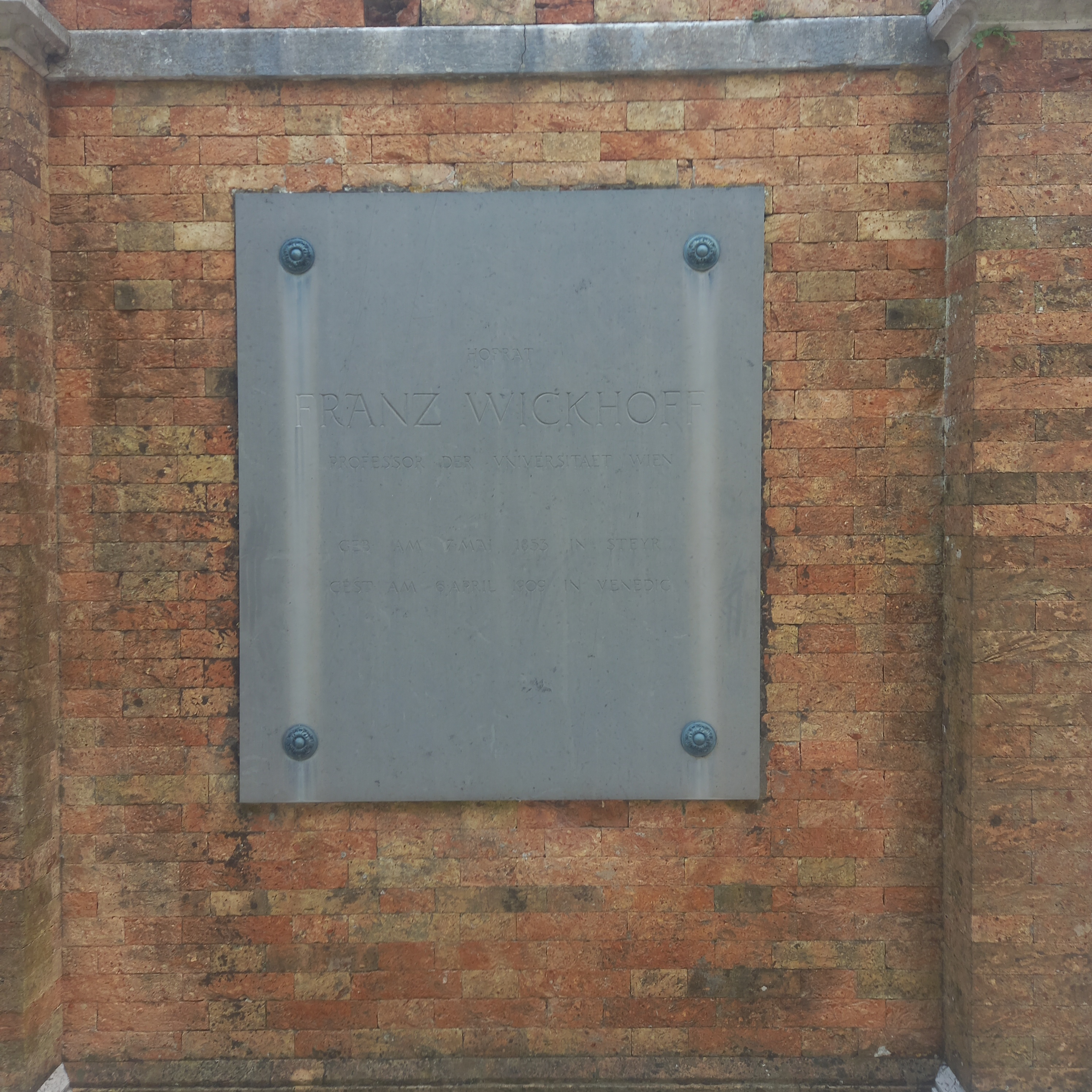
Das Grab von Franz Wickhoff auf dem Friedhof von San Michele in Venedig

Franz Wickhoff (* 7. Mai 1853 in Steyr, Oberösterreich; † 6. April 1909 in Venedig) war ein österreichischer Kunsthistoriker und namhafter Vertreter der Wiener Schule der Kunstgeschichte.

## Leben
Wickhoff stammte aus einer angesehenen oberösterreichischen Bürgerfamilie. Er war Sohn des gleichnamigen Vaters, der Eisenhändler und Abgeordneter war. Wickhoff studierte an der Universität Wien Kunstgeschichte unter Rudolf Eitelberger und Moriz Thausing und absolvierte 1877–79 das Institut für österreichische Geschichtsforschung, wo er in der philologisch-kritischen Quellenforschung ausgebildet wurde. Auch von der klassischen Archäologie wurde er nachhaltig beeindruckt. 1880 promovierte er mit einer Dissertation über Eine Zeichnung Dürers nach der Antike. 1879 bis 1895 war er Kustos der Textilsammlung am Österreichischen Museum für Kunst und Industrie. 1882 wurde er zum Privatdozenten, 1885 zum Extraordinarius und 1891 zum Ordinarius für Kunstgeschichte an der Universität Wien ernannt. Durch eine hartnäckige Krankheit lange Jahre beeinträchtigt, starb Wickhoff 1909 überraschend während eines Aufenthaltes in Venedig und wurde dort auf dem Cimitero San Michele bestattet.
Im Jahr 1921 wurde in Wien Rudolfsheim-Fünfhaus (15. Bezirk) die Wickhoffgasse nach ihm benannt. An seinem Geburtshaus befindet sich eine von Michael Blümelhuber gestaltete Gedenktafel.

## Wirken
Ein Hauptanliegen Wickhoffs war es, gegen Dilettantismus und ästhetische Schwärmerei anzukämpfen und die Disziplin Kunstgeschichte auf eine exakte wissenschaftliche Grundlage zu stellen. Vorbildlich schien ihm dafür die sogenannte „Experimentalmethode“ des italienischen Mediziners, Senators und Kunstkenners Giovanni Morelli. Dieser hatte die Ansicht vertreten, dass sich an der Bildung unscheinbarer physiognomischer Details in einem Gemälde, wie Nasen, Ohren, Lippen oder Finger, die charakteristische Handschrift des Malers zweifelsfrei bestimmen lasse. Tatsächlich konnte so eine Reihe von falschen Zuschreibungen korrigiert werden. Obwohl dieses Verfahren natürlich nur begrenzte Gültigkeit hatte, enthielt es doch richtungweisende Ansätze zu einer empirischen Kunstwissenschaft. Wickhoff bekannte sich nachdrücklich zu Morellis Methode und baute sie zur vergleichenden Stilanalyse aus.
Neben der streng methodischen Untersuchung des Kunstwerkes selbst war es für Wickhoff gleichermaßen wichtig, dessen Position im geistes- und kulturgeschichtlichen Zusammenhang zu berücksichtigen. Dies äußert sich in zahlreichen Aufsätzen, vor allem zur Kunst der Renaissance, die auch seine Vorliebe für die italienischen Kunstlandschaften widerspiegeln. Dabei ging es ihm grundsätzlich darum, alles Kunstschaffen in einem globalen entwicklungsgeschichtlichen Kontext darzustellen, wie er es 1898 programmatisch in einer Studie Über die historische Einheitlichkeit der gesamten Kunstentwicklung tat. Aus dieser epochenübergreifenden Perspektive resultiert auch sein Hauptwerk über die Wiener Genesis – einen frühchristlichen Kodex im Besitz der Österreichischen Nationalbibliothek –, das er 1895 gemeinsam mit dem Altphilologen und späteren Unterrichtsminister Wilhelm von Hartel herausgab. Im Vergleich mit dem modernen Impressionismus begriff Wickhoff den illusionistischen Stil in den Illustrationen der frühchristlichen Purpurhandschrift als schöpferische Leistung. Gleichzeitig mit Alois Riegl leitete Wickhoff damit eine Neubewertung der spätantiken Kunst ein, die bis dahin als Verfallserscheinung gegolten hatte.
Profundes Verständnis für die zeitgenössische Kunst bewies Wickhoff, im Gegensatz zu einem Großteil seiner akademischen Kollegen, als er 1900 öffentlich für Gustav Klimt eintrat, dessen für den Festsaal der Wiener Universität vorgesehene Fakultätsbilder einen aufsehenerregenden Skandal verursachten und nie an ihrem Bestimmungsort angebracht wurden.
Wickhoff betätigte sich auch selbst als talentierter Landschaftsmaler; einige kleinere Bilder befinden sich heute in seinem Nachlass am Institut für Kunstgeschichte der Universität Wien. Darüber hinaus besaß er eine ausgeprägte literarische Neigung. Unter anderem wagte der den Versuch, Goethes Dramenfragment Pandora zu vollenden. Bedeutender wäre sicherlich eine projektierte Geschichte des Naturalismus in der bildenden Kunst gewesen, die allerdings nicht mehr zur Ausführung gelangte.
Durch seine kompromisslose Methodenlehre wurde Wickhoff zum eigentlichen Begründer der Wiener Schule der Kunstgeschichte. Aus seinem Institut gingen zahlreiche namhafte Gelehrte hervor, darunter Max Dvořák, Hans Tietze,  und Julius von Schlosser. Mit Erica Tietze-Conrat promovierte er 1905 auch die erste Frau in Wien. Seine wissenschaftliche Auffassung dokumentiert das 1904 gegründete Rezensionsorgan Kunstgeschichtliche Anzeigen. Als gewichtigstes Ergebnis seiner eigenen Forschungstätigkeit entstand 1891–92 ein Katalog der italienischen Zeichnungen der Graphischen Sammlung Albertina. Auf Wickhoffs Initiative geht auch das Beschreibende Verzeichnis der illuminierten Handschriften in Österreich zurück, dessen ersten und zweiten Band er 1905 noch selbst publizieren konnte. Ein projektierter Catalogue raisonné der Zeichnungen Raffaels kam nicht mehr zustande.

## Unpublizierte Quellen
- Umfangreicher Nachlass an Briefen, Manuskripten und Notizen sowie 3 Gemälde am Institut für Kunstgeschichte der Universität Wien

## Werke (Auswahl)
- Die italienischen Handzeichnungen der Albertina, in: Jahrbuch der kunsthistorischen Sammlungen des Allerhöchsten Kaiserhauses, 12, 1891 und 13, 1892
- Die Wiener Genesis, hrsg. von Wilhelm von Hartel und Franz Wickhoff, in:  Jahrbuch der kunsthistorischen Sammlungen des Allerhöchsten Kaiserhauses, 15/16, 1895; Neudr. Graz 1970
- Über die historische Einheitlichkeit der gesamten Kunstentwicklung, in: Festgaben für Büdinger, Innsbruck 1898
- Kunstgeschichtliche Anzeigen, hrsg. von Franz Wickhoff, Innsbruck 1904–1909
- Beschreibendes Verzeichnis der illuminierten Handschriften in Österreich, 2 Bde., Leipzig 1905
- Die Schriften Franz Wickhoffs, hrsg. von Max  Dvořák, 2 Bde., Berlin 1912–1913